# Clathrina parva
Clathrina parva är en svampdjursart som beskrevs av Wörheide och Hooper 1999. Clathrina parva ingår i släktet Clathrina och familjen Clathrinidae.
Artens utbredningsområde är havet kring Australien. Inga underarter finns listade i Catalogue of Life.